# Caesalpinia glandulosopedicellata
Caesalpinia glandulosopedicellata är en ärtväxtart som beskrevs av Rudolf Wilczek. Caesalpinia glandulosopedicellata ingår i släktet Caesalpinia och familjen ärtväxter. Inga underarter finns listade i Catalogue of Life.